# Dasychira nyctopa
Dasychira nyctopa är en fjärilsart som beskrevs av Collenette 1960. Dasychira nyctopa ingår i släktet Dasychira och familjen tofsspinnare. Inga underarter finns listade i Catalogue of Life.